# Xaverio Ballester
Xaverio Ballester (Francisco Javier Ballester Gómez). Nascut el 1959, és un lingüista espanyol, professor de la Universitat de València.

## Biografia
Va obtenir el doctorat en filologia clàssica a la Universitat de Barcelona el 1987. Ha estat professor titular de filologia llatina a la Universitat de Saragossa (1989); professor de filologia llatina a la Universitat de La Laguna (1997) i des de 1998 professor de filologia llatina a la Universitat de València. Ballester també és coeditor de la revista Liburna.
Ballester propugna teories acadèmicament marginals que generalment hom considera massa especulatives; en polemitzar sovint fa servir un to molt agressiu.

## La Teoria de la Continuïtat
Ballester és membre del grup de treball de la Teoria de la Continuïtat. En essència, Ballester qüestiona la teoria de l'expansió indoeuropea a partir de preteses invasions de pobles guerrers des d'una pàtria ancestral. Aquestes invasions no estaven documentades per l'arqueologia i, simplement, no haurien existit. Colin Renfrew ho va postular, i va proposar que els pobles -i per tant també les llengües indoeuropees- s'haurien desplegat al costat de l'extensió de l'agricultura, partint d'Anatòlia entorn del 7.000 aC. La teoria de Renfrew fou contestada per una part dels indoeuropeistes.
Amb tot, Ballester considera que la teoria de Renfrew és un avanç, però que no surt de "l'excepcionalitat indoeuropea" i de l'eurocentrisme. Les llengües indoeuropees s'haurien consolidat sobre l'escenari que encara ara ocupen a Euràsia en una data molt anterior, paleolítica. Aquesta datació Ballester l'estableix adduint congruència fonològica, criteris d'anàlisi paleolingüística i l'estudi del lèxic indoeuropeu.

## Una única llengua originària
Merritt Ruhlen va formular la teoria que totes les llengües de la humanitat procedirien d'una llengua originària. La seva conclusió va ser que totes les llengües del món són diverses i a la vegada estan emparentades. Segons Ballester, aquesta teoria del llenguatge originari en l'actualitat ha rebut l'aval de la genètica. En el seu llibre Las Primeras Palabras de la Humanidad (2002) defensà que la lingüística podia tenir un paper per entendre el procés de l'evolució humana cap a la possessió del llenguatge. Segons Ballester aquest procés va culminar fa com a mínim 45.000 anys. A l'obra fa un repàs a la història de la hipòtesi monogenètica, represa a principis del segle xix per Alfredo Trombetti. Holger Pedersen proposà que el grup indoeuropeu estava vinculat a altres grups com l'altaic, esquimoaleutià, finoúgric, samoiede, semític i iukaguir. V. M. Illich-Suith i A. Dolgoposky, en els anys 1960, defensaren aquesta relació entre famílies de llengües, fins a formar veritables macrogrups. Greenberg proposà tres grups per Amèrica, 4 per Àfrica i, en total, uns 20 o 30 per a tot el planeta. Per això la possibilitat d'un origen comú per a totes les llengües és versemblant i l'estudi d'aquest procés no el pot fer tan sols la lingüística històrica, sinó que s'ha de recórrer a una recerca multidisciplinària.

## Les llengües preromanes a lapenínsula Ibèrica
Ballester s'ha ocupat extensament de les llengües paleohispàniques. Els ibers haurien arribat a la península des del nord, entrant des de Catalunya cap al sud. a la recerca de bones zones de conreu. En aquest sentit, la posició de Ballester es desmarca de tesis com les de Javier de Hoz que plantegen que la llengua ibera, fora de la Contestània, hauria estat sobretot una llengua vehicular, coexistint com a tal al costat d'altres llengües parlades per la població. Catalunya i part del Llenguadoc, part d'Aragó i el País Valencià haurien estat territoris de parla ibera, amb una procedència que podria estar vinculada als pobles de la cultura dels Camps d'Urnes que, en tot cas, semblen estar desvinculats de les parles indoeuropees i protocèltiques. Per tant, la llengua més antiga seria la indoeuropea i la iberització seria posterior, d'origen septentrional i relativament tardana. La llengua dels ibers mantendria una clara relació de proximitat amb l'aquità. En canvi, les llengües indoeuropees més antigues (més o menys vinculades al cèltic) serien presents a la península des de molt antic. Ballester sosté que el substrat ibèric ha estat important en la formació de les diverses parles romàniques, entre elles les murcianes, valencianes, catalanes i aragoneses, qüestionant la importància dels fets immigratoris en la delimitació de certes característiques dialectals en l'àmbit de les llengües romàniques peninsulars.

## Secessionisme lingüístic
El 2019 Ballester esdevingué membre de l'entitat blavera Real Academia de Cultura Valenciana, en substitució de Vicent Lluís Simó Santonja.
El 2021 Ballester publicà Orígenes de la lengua valenciana, en què pretén refutar el que anomena "hipótesis repoblacionista", és a dir, la catalanitat del valencià. Ballester no aplica les mateixes consideracions al procés d'expansió territorial del castellà i el portuguès, qüestió que introdueix una sospita fonamentada de condicionament ideològic de les seves premisses d'anàlisi.

## Obres
- As línguas célticas: orígens centro-europeias ou... atlânticas?. Lisboa, 2014.
- 40 antídotos contra los venenos de la lingüística tradicional. Lugo. 2013.
- Amavida: una introducción a la arqueotoponimia. València, Editilde, 2014.
- Falas indoeuropeias e anindo-europeias na Hispânia Pré-Romana". Lisboa, Apenas Livros, 2012.
- Gálatas, getas y atlantes. Tres ensayos de geofilología clásica. Valencia, 2010.
- Linguística indo-europeia tradicional e paradigma da continuidade paleolítica cara a cara. Lisboa, 2009.
- Zoónimos ancestrales. Valencia, 2007.
- Las primeras palabras de la Humanidad. Valencia, 2002.
- Los mejores títulos y los peores versos de la literatura latina. Barcelona, 1998.
- Fonemática del latín clásico. Consonantismo. Zaragoza, 1996.
- A Catulo usque ad Catullum. Studia neoterica. Barcelona, 1988.